# Slavonië

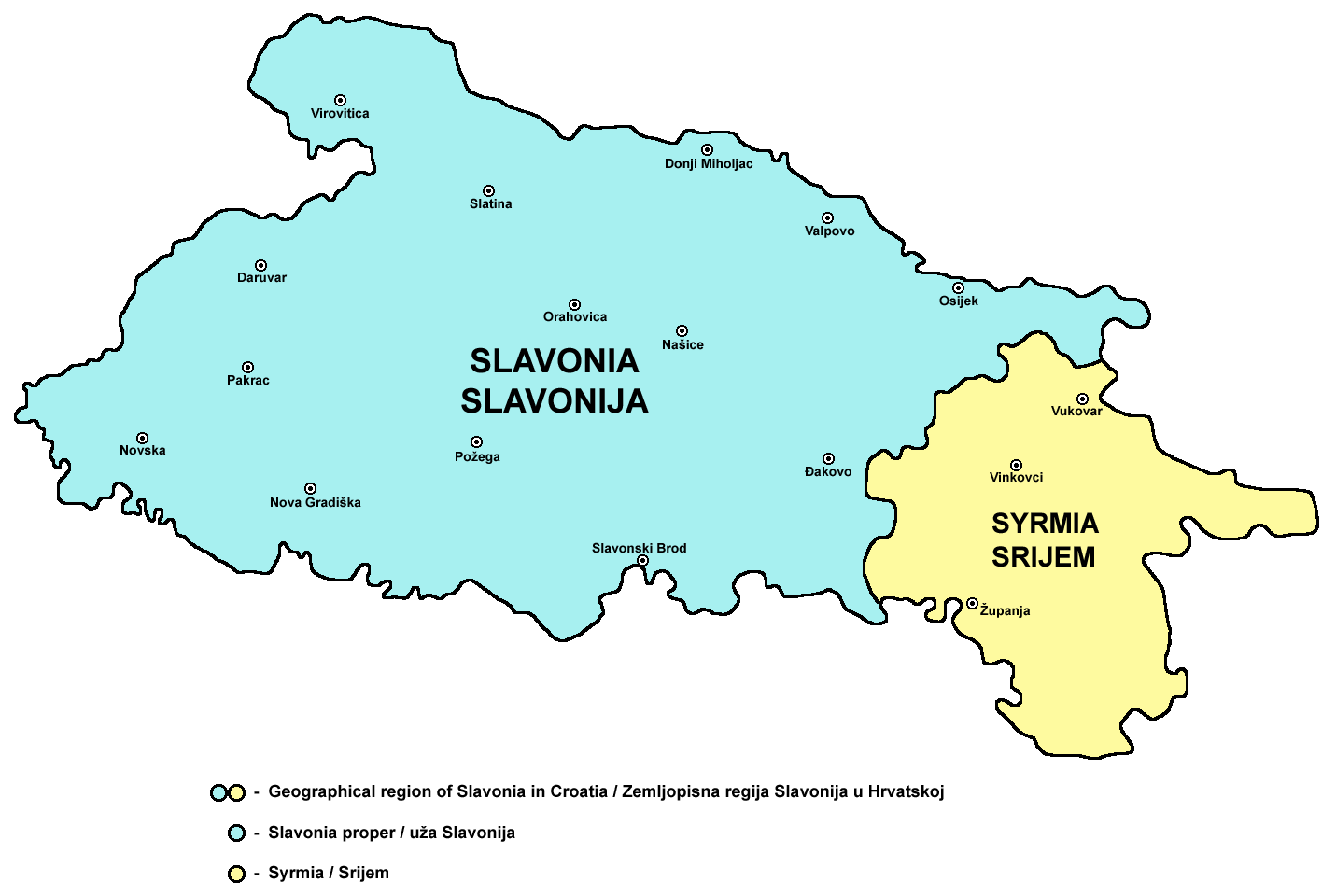
Slavonië

Slavonië (Kroatisch: Slavonija) is een regio in Kroatië, gelegen in het noordoostelijke deel van het land. Het gebied grenst aan Servië (Vojvodina), Bosnië en Herzegovina, Hongarije en de rest van Kroatië. Grofweg kan het worden aangeduid als het gebied tussen de rivieren de Drava in het noorden en de Sava in het zuiden.
De regio is in oppervlakte te vergelijken met Montenegro en heeft een oppervlakte van ongeveer 12.500 km². Slavonië heeft een inwoneraantal van 781.454 (2001). De regio wordt opgedeeld in vijf provincies. Historisch, politiek en etnisch kan er onderscheid gemaakt worden tussen West-Slavonië en Oost-Slavonië. De grootste stad is Osijek met 105.074 inwoners (2001).